# Rzyczkowo
Rzyczkowo – wieś w Polsce położona w województwie wielkopolskim, w powiecie rawickim, w gminie Miejska Górka.
W okresie Wielkiego Księstwa Poznańskiego (1815-1848) miejscowość wzmiankowana jako Rzyczkowo należała do wsi mniejszych w ówczesnym pruskim powiecie Kröben (krobskim) w rejencji poznańskiej. Rzyczkowo należało do okręgu sarnowskiego tego powiatu i stanowiło część majątku Miejska Górka, którego właścicielem był wówczas (1846) książę Sułkowski. Według spisu urzędowego z 1837 roku Rzyczkowo liczyło 81 mieszkańców, którzy zamieszkiwali 9 dymów (domostw).
W latach 1975–1998 miejscowość administracyjnie należała do województwa leszczyńskiego.